# Heteronyx sydneyanus
Heteronyx sydneyanus är en skalbaggsart som beskrevs av Blackburn 1890. Heteronyx sydneyanus ingår i släktet Heteronyx och familjen Melolonthidae. Inga underarter finns listade i Catalogue of Life.